# Bad Schmiedeberg
Bad Schmiedeberg, bis 1925 Schmiedeberg, ist eine Stadt im Landkreis Wittenberg in Sachsen-Anhalt (Deutschland).

## Geografie

### Geografische Lage
Das staatlich anerkannte Moor-, Mineral- und Kneippheilbad Bad Schmiedeberg liegt im Naturpark Dübener Heide etwa 30 km südöstlich der Kreisstadt Lutherstadt Wittenberg und etwa 50 km nordöstlich von Leipzig.
Der Ortsteil Pretzsch liegt in der Elbaue. Ca. fünf Kilometer östlich des Kurortes liegt das Naturschutzgebiet Lausiger Teiche und Ausreißer-Teich.

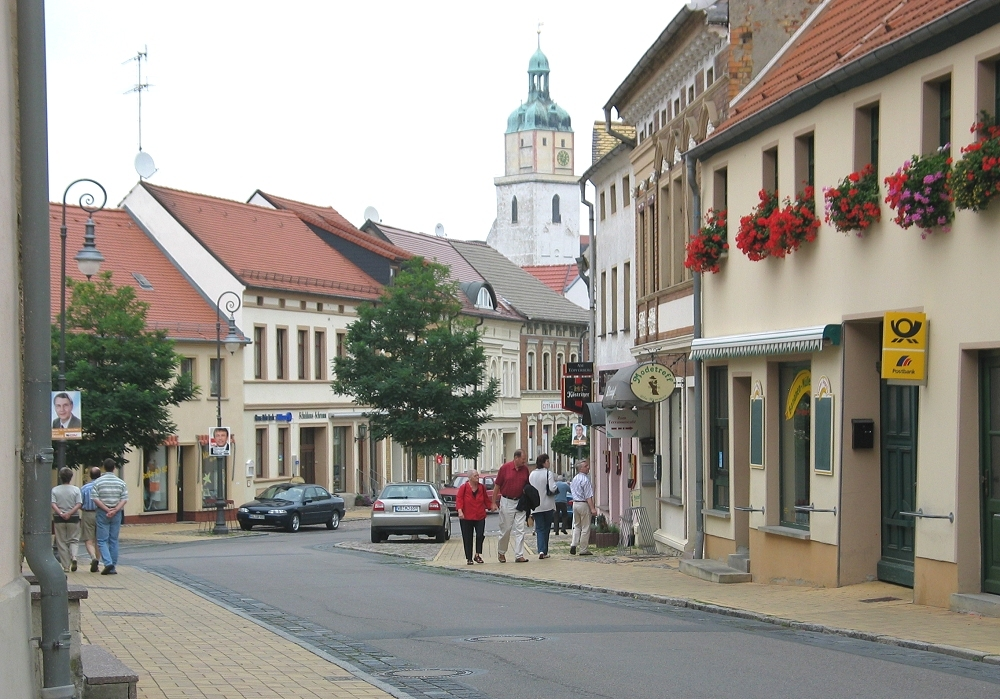
Innenstadt von Bad Schmiedeberg

### Stadtgliederung
Bad Schmiedeberg umfasst acht Ortschaften mit 25 Ortsteilen: die ehemals selbstständigen Städte Bad Schmiedeberg und Pretzsch (Elbe) sowie die ehemaligen Gemeinden Korgau, Meuro, Priesitz, Schnellin, Söllichau und Trebitz.
- Bad Schmiedeberg

Bad Schmiedeberg
Großwig
Moschwig
Patzschwig
Reinharz
Splau
- Pretzsch (Elbe)

Pretzsch (Elbe)
Körbin-Alt
Körbin-Neu
Merschwitz
- Korgau

Großkorgau
Kleinkorgau
- Meuro

Meuro
Ogkeln
Sackwitz
Scholis
- Priesitz

Priesitz
Sachau
- Schnellin

Schnellin
Merkwitz
- Söllichau

Söllichau
- Trebitz

Trebitz
Bösewig
Kleinzerbst
Österitz

## Geschichte
Erstmals wurde der Ort im Jahr 1206 als Smedeberg erwähnt. 1350 erhielt er die Stadtrechte.
Bad Schmiedeberg gehörte bis 1815 zum Kurfürstentum bzw. Königreich Sachsen, Amt Wittenberg, dann bis 1945 zur preußischen Provinz Sachsen, in der SBZ und frühen DDR zum Land Sachsen-Anhalt. Seit 1952 gehörte die Stadt zum DDR-Bezirk Halle, der 1990 im Bundesland Sachsen-Anhalt aufging.
1878 gründete die Stadt das Städtische Eisenmoorbad. 1925 erhielt Schmiedeberg den offiziellen Titel „Bad“. 1934 wurden in der Dübener Heide zwei Thingplätze der NS-Bewegung eingerichtet. Am 1. Juli 1950 wurden die bis dahin eigenständigen Gemeinden Großwig, Moschwig, Patzschwig und Splau eingegliedert.
1936/1937 wurde im Dreieck zwischen Söllichau, Kossa und Moschwig das Sprengstoffwerk „Deutsche Sprengchemie Moschwig“ errichtet. Das Barackenlager innerhalb des Geländes wurde ab 1942 zum Zwangsarbeiterlager „Lager Heide“ umfunktioniert und erweitert. 1943 lebten dort 1347 Menschen, vorrangig aus der Ukraine. Heute erinnert eine Gedenkstätte an die Geschichte des Lagers.
Ein Treffen der in der DDR offiziell verbotenen Studentenverbindungen fand am 29. Mai 1986 in Bad Schmiedeberg statt, an dem studentische Gruppierungen aus Dresden, Freiberg, Leipzig, Jena und Magdeburg teilnahmen.
Durch einen Gebietsänderungsvertrag beschlossen die Gemeinderäte der Gemeinden Korgau (am 11. Oktober 2007), Meuro (am 3. Dezember 2007), Priesitz (am 17. Dezember 2007), Schnellin (am 22. November 2007), Söllichau (am 15. November 2007), Trebitz (am 14. November 2007), Stadt Pretzsch (Elbe) (am 31. Januar 2008) und der Stadt Bad Schmiedeberg (am 1. November 2007), dass ihre Städte und Gemeinden aufgelöst und zu einer neuen Einheitsgemeinde mit dem Namen Stadt Bad Schmiedeberg vereinigt werden. Dieser Vertrag wurde vom Landkreis als unterer Kommunalaufsichtsbehörde genehmigt und trat am 1. Juli 2009 in Kraft. Für die neu gebildete Stadt Bad Schmiedeberg wurde die Ortschaftsverfassung nach den §§ 86 ff. der Gemeindeordnung Sachsen-Anhalt eingeführt. Ortschaften der neu gebildeten Stadt Bad Schmiedeberg wurden die aufgelösten Städte und Gemeinden. Die Verwaltungsgemeinschaft Kurregion Elbe-Heideland, deren Sitz in Bad Schmiedeberg war, wurde zu diesem Zeitpunkt aufgelöst.
Am 1. Juli 2014 ist das neue Kommunalverfassungsgesetz des Landes Sachsen-Anhalt in Kraft getreten. In dessen §14 (2) wird den Gemeinden die Möglichkeit gegeben, den Ortsteilen, die vor der Eingemeindung Städte waren, diese Bezeichnung zuzuerkennen. Die Stadt Bad Schmiedeberg hat von dieser Regelung Gebrauch gemacht. Ihre Hauptsatzung liegt in der Fassung vom 18. November 2016 vor. Im §15 (1) werden die Ortschaften und Ortsteile mit ihren amtlichen Namen aufgeführt.

## Bevölkerung
| Jahr | Einwohner |
| ---- | --------- |
| 1990 | 4.334     |
| 2010 | 8.993     |
| 2015 | 8.475     |
| 2020 | 8.129     |
| 2021 | 8.093     |
| 2022 | 8.053     |
| 2023 | 7.998     |
| 2024 | 7.941     |

Stand: 31. Dezember des jeweiligen Jahres (Angaben des Statistischen Landesamtes Sachsen-Anhalt), ab 2011 auf Basis des Zensus 2011, ab 2022 auf Basis des Zensus 2022
Der deutliche Anstieg der Bevölkerungszahl 2010 ist auf die Bildung der Einheitsgemeinde Bad Schmiedeberg im Jahr 2009  zurückzuführen.

## Religion
23 % der Bevölkerung sind evangelisch-lutherisch, 4 % katholisch. Zum Kirchenkreis Wittenberg der Evangelischen Kirche in Mitteldeutschland gehören die lutherischen Kirchengemeinden Bad Schmiedeberg (mit der Stadtkirche Bad Schmiedeberg und Dorfkirchen in Patzschwig, Reinharz und Söllichau), Meuro/Ogkeln sowie Pretzsch (mit der Stadtkirche Pretzsch und Dorfkirchen in Bösewig, Österitz, Priesitz, Sachau und Trebitz). Die katholische Kirche St. Maria Regina Pacis in Bad Schmiedeberg und die Marienkapelle in Pretzsch gehören zur Pfarrei St. Marien (Lutherstadt Wittenberg) im Bistum Magdeburg.

## Politik

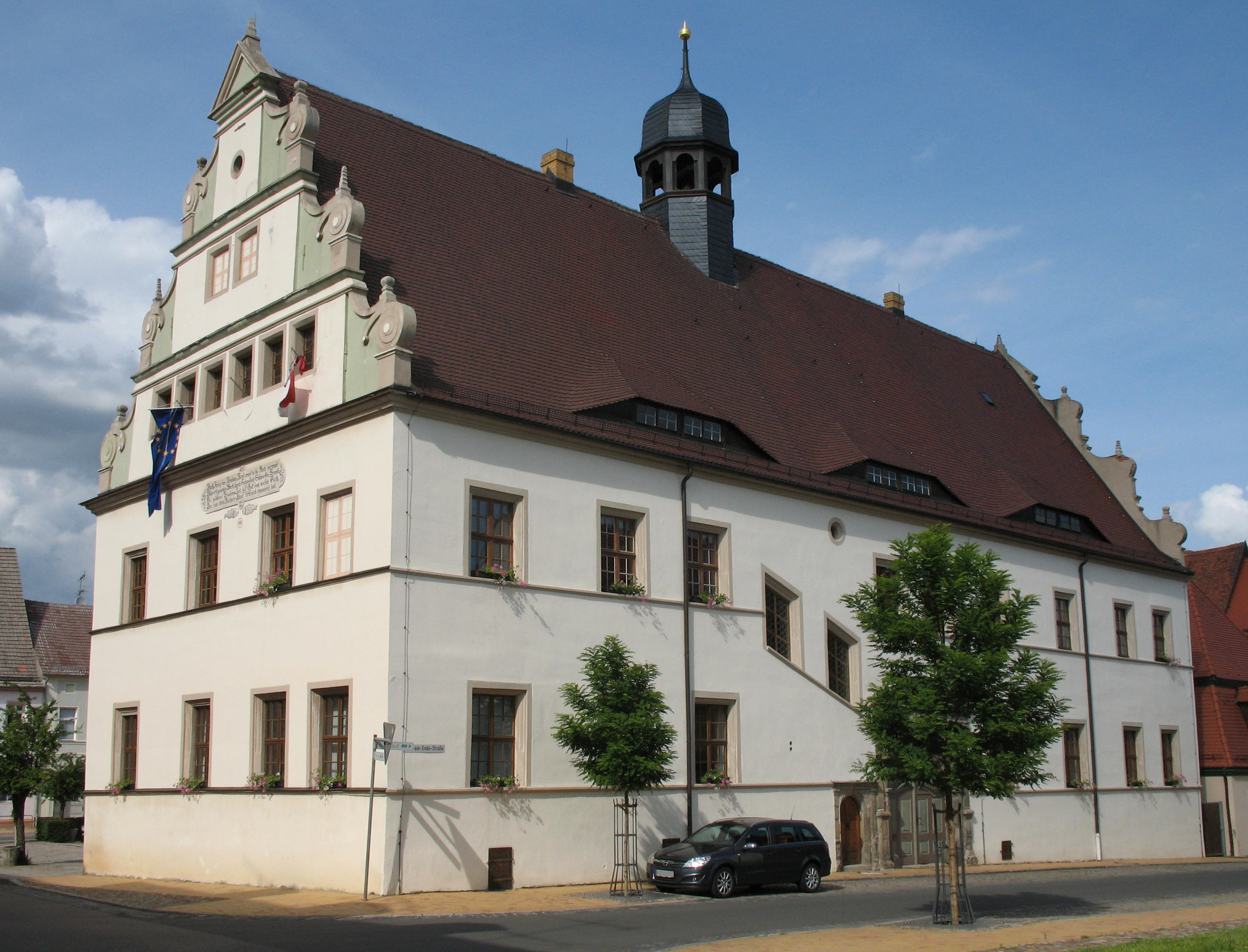
Rathaus

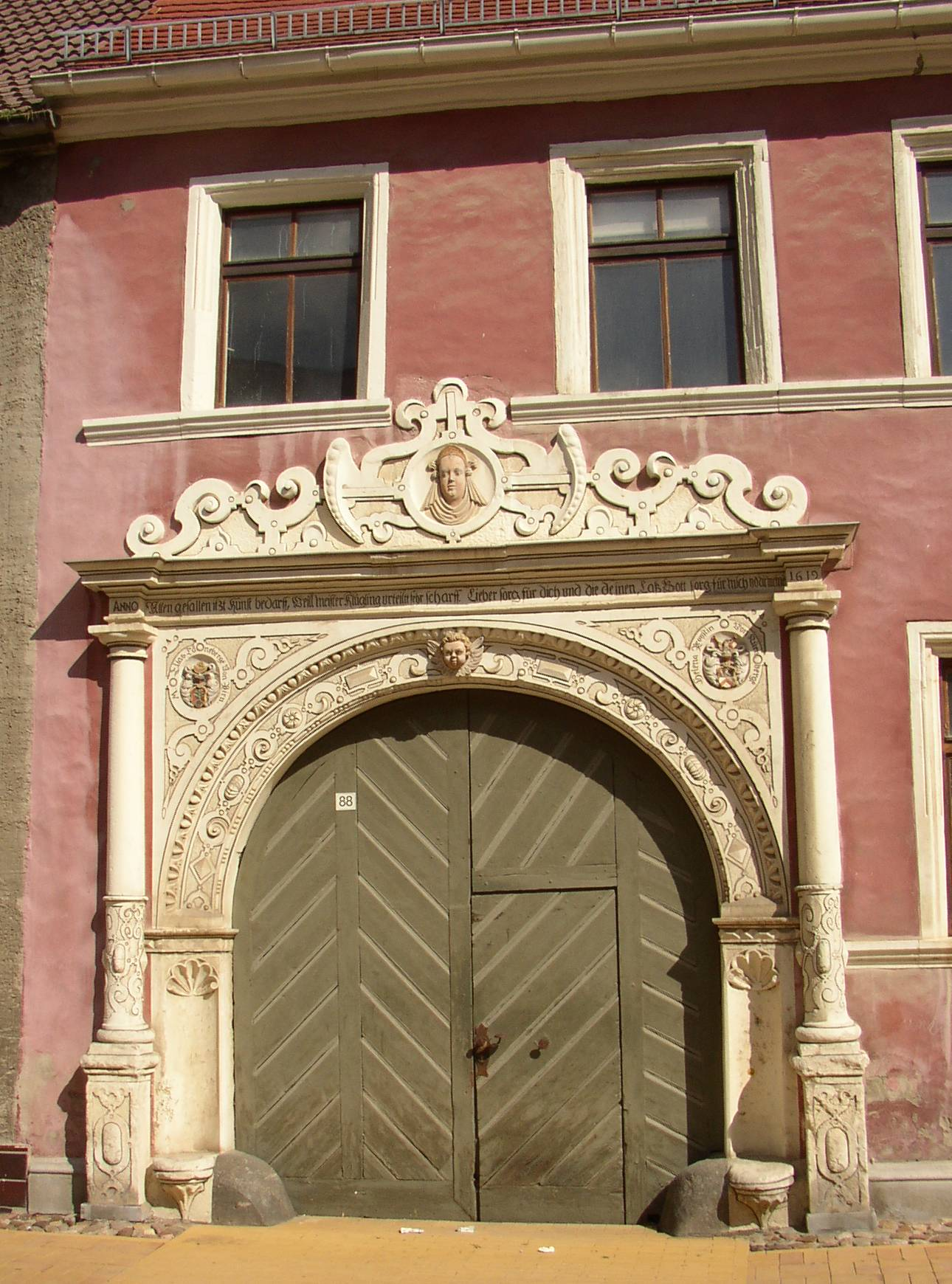
Wittenberger Str. 88

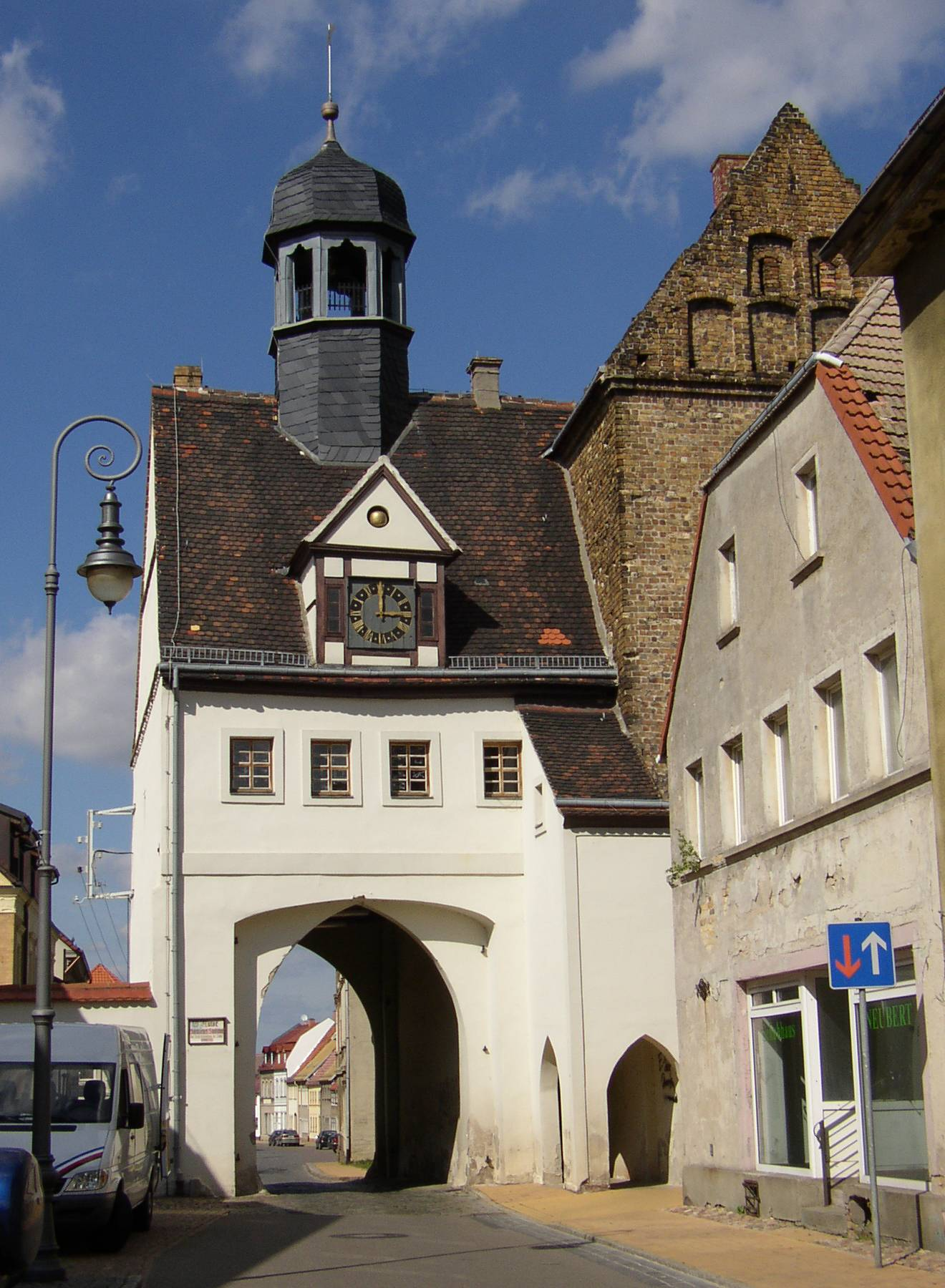
Au-Tor

### Stadtrat
Der Stadtrat von Bad Schmiedeberg besteht aus 20 Stadtverordneten und der Bürgermeisterin. Die Kommunalwahl vom 9. Juni 2024 führte bei einer Wahlbeteiligung von 65,1 % zu folgendem Ergebnis:
| Partei / Wählergruppe             | Stimmenanteil 2019 | Sitze 2019 |  | Stimmenanteil 2024 | Sitze 2024 |
| --------------------------------- | ------------------ | ---------- |  | ------------------ | ---------- |
| CDU                               | 24,9 %             | 5          |  | 30,5 %             | 6          |
| Freie Wähler                      | 42,5 %             | 9          |  | 22,6 %             | 5          |
| AfD                               | 10,6 %             | 1          |  | 21,4 %             | 4          |
| SPD                               | 11,2 %             | 2          |  | 13,9 %             | 3          |
| Aufschwung Bad Schmiedeberg (ABS) | –                  | –          |  | 06,3 %             | 1          |
| Die Linke                         | 06,0 %             | 1          |  | 02,3 %             | 1          |
| Bündnis 90/Die Grünen             | 03,5 %             | 1          |  | 01,7 %             | –          |
| Die PARTEI                        | –                  | –          |  | 01,3 %             | –          |
| Einzelbewerberin Kerstin Sperling | 01,2 %             | –          |  | –                  | –          |
| Insgesamt                         | 100 %              | 19         |  | 100 %              | 20         |

Bei der Wahl 2019 entfielen auf die AfD zwei Sitze, von denen einer nach § 39 (6) des Kommunalwahlgesetzes Sachsen-Anhalt unbesetzt blieb, weil die Partei nur einen Kandidaten nominiert hatte.

### Ortschaftsrat Bad Schmiedeberg
Die Ortschaftsratswahl am 9. Juni 2024 hatte folgendes Ergebnis:
| Partei / Wählergruppe             | Stimmenanteil | Sitze |
| --------------------------------- | ------------- | ----- |
| CDU                               | 32,3 %        | 2     |
| SPD                               | 30,4 %        | 2     |
| Aufschwung Bad Schmiedeberg (ABS) | 19,8 %        | 2     |
| Freie Wähler                      | 17,5 %        | 1     |
| Insgesamt                         | 100 %         | 7     |

### Bürgermeister
Erster Bürgermeister der Stadt nach der Wiedervereinigung war Reinhard Stefaniak (CDU).
- 2005–2016: Stefan Dammhayn (CDU)
- 2016–2023: Martin Röthel (SPD)
- seit 2023: Heike Dorczok (parteilos)

Stefan Dammhayn übte seit dem 3. April 2005 das Amt des Bürgermeisters der Stadt Bad Schmiedeberg aus. Seit dem 21. Juni 2009 war er hauptamtlicher Bürgermeister der neuen Einheitsgemeinde „Stadt Bad Schmiedeberg“.
Am 3. April 2016 wurde Martin Röthel mit 53,3 Prozent der gültigen Stimmen zu seinem Nachfolger gewählt.
Bei der Bürgermeisterwahl am 21. Mai 2023 setzte sich die parteilose Heike Dorczok, unterstützt von CDU und Freien Wählern, mit 61,3 Prozent der gültigen Stimmen gegen zwei Mitbewerber durch. Ihre Amtszeit beträgt sieben Jahre.

### Wappen
Das Wappen wurde am 13. September 1994 durch das Regierungspräsidium Dessau genehmigt und im Landeshauptarchiv Magdeburg unter der Wappenrollennummer 46/1994 registriert.
Blasonierung: „In Silber eine rote Burg mit Zinnmauer und fünf gezinnten Türmen mit blauen Spitzendächern und Knäufen; der breite niedere Mittelturm mit offenem schwarzen Tor und hochgezogenem Fallgatter, über dem Tor eine runde und eine quadratische schwarze Öffnung, auf dem Dachknauf ein rot-silbernes Fähnchen.“
Die Stadtfarben zeigen Rot – Silber (Weiß).
Zum Wappen der Stadt Bad Schmiedeberg liegen Beschreibungen aus einem Schriftwechsel des Magistrats mit dem Preußischen Staatsarchiv Magdeburg aus dem Jahre 1927 vor: „… eine fünftürmige Burg mit breitem niederen Torturm mit offenem Tor und anschließender Zinnenmauer, über der jederseits ein höherer runder Turm erscheint, der außenhin ein kleineres Erkertürmchen trägt.“ Dasselbe Bild hat ein 1491 gebrauchtes Siegel: „SIGILLUM CIVITATIS SMEDEBERGENSIS“. Später änderte man die Burg in fünf frei nebeneinander stehende Türme. Die Symbolik des Torturmes mit weiteren vier Türmen und Zinnmauern ergibt sich aus der Stadtansicht vor der Zerstörung im Dreißigjährigen Krieg 1637.
1350 erstmals als Stadt erwähnt, wird „Smedeberg“ 1429 von den Hussiten niedergebrannt. Der Wiederaufbau der Stadt wird begleitet von einer starken Ummauerung mit zwei Stadttoren. Das nördliche Aue-Tor wird 1490 erstmals genannt. Die im spätgotischen Stil neuerbaute Stadtkirche (1454) erhält vier Türme zum Zeichen des Sitzes eines Erzpriesters. 1570 wird der Bau des Rathauses mit einem Dachreitertürmchen abgeschlossen. In der Stadtansicht ragen fünf Türme über die Stadtmauer hinaus. Als Mitglied im kursächsischen Städteausschuss wird eine Ansicht Schmiedebergs in dem von Wilhelm Dilich gestalteten großen Zyklus von Stadtansichten im Riesensaal der Dresdner Residenz erwähnt. Im Bombenhagel 1945 zerstört, befindet sich eine Kopie, in der eindeutig fünf Türme zu erkennen sind, im Rathaussaal der Stadt. In einem Stich nach Merian sind ebenfalls fünf Türme das Symbol der Stadt. Selbst heute noch hat die Stadt mit dem Kurhaus, der Stadtkirche, dem Rathaus, dem Au-Tor und der Friedhofskapelle fünf sichtbare Türme.

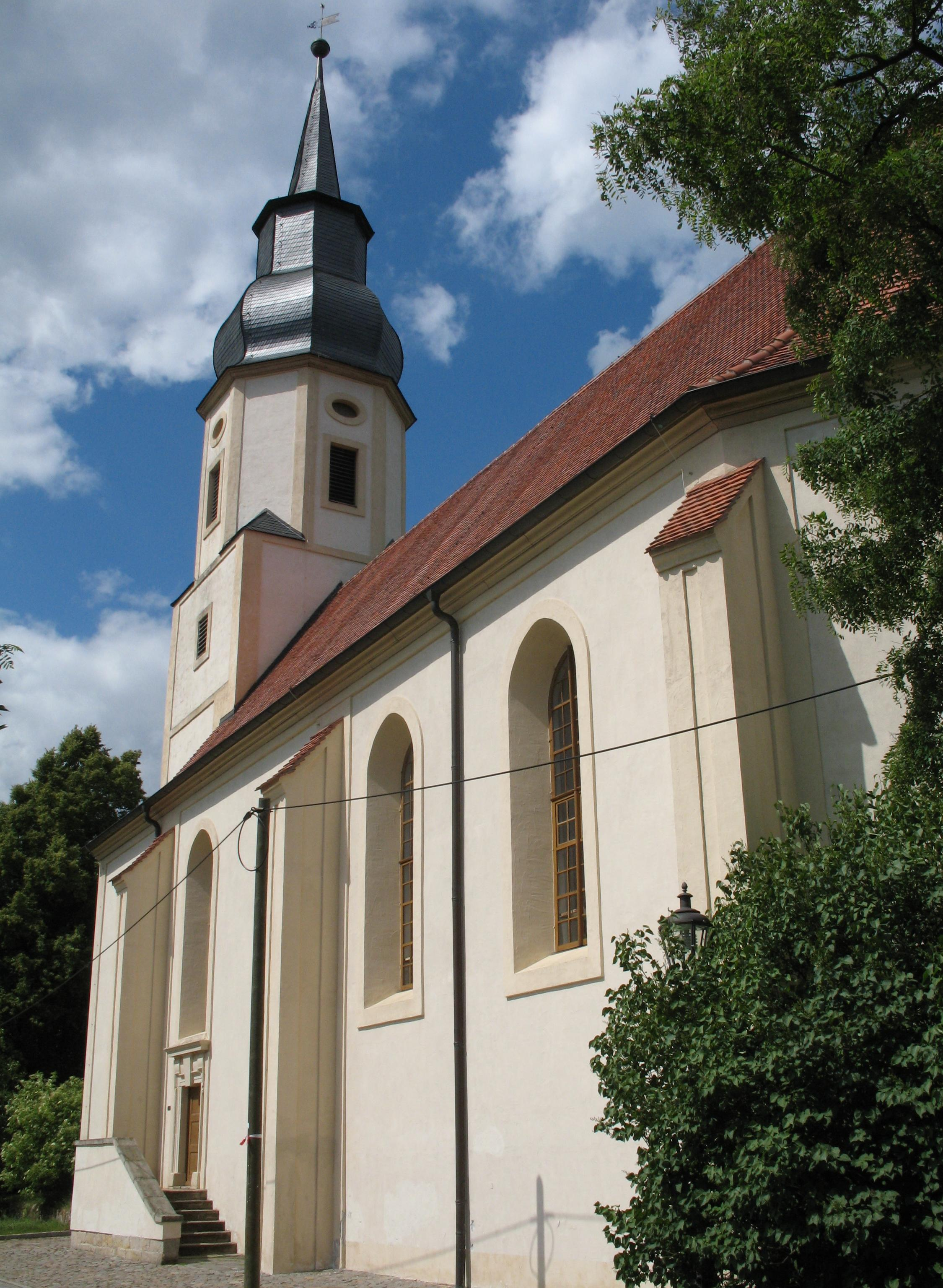
Barockkirche in Reinharz

## Kultur und Sehenswürdigkeiten

### Bauwerke
- Evangelische Nikolaikirche, 1453 als dreischiffige gotische Hallenkirche eingeweiht, nach den Zerstörungen des Dreißigjährigen Krieges barock ausgestattet und nach einem Kirchturmbrand 1904 durch August Oetken neoklassizistisch ausgestaltet; romantisch disponierte Orgel von Geissler 1853, 1997 durch Mitteldeutscher Orgelbau A. Voigt restauriert und rekonstruiert.
- Au-Tor, Stadttor der der mittelalterlichen Stadtbefestigung von 1490
- Rathaus im Stil der Sächsischen Renaissance
- Jugendstil-Kurhaus und Jugendstil-Wasserturm aus dem Jahr 1908
- Katholische Kirche, 1956 geweiht
- Barockkirche Reinharz aus dem Jahr 1704, in den Jahren 2000 bis 2004 restauriert
- Wasserschloss und Schlosspark Reinharz
- Kaiser-Wilhelm-Turm, erbaut 1910 als Aussichtsturm mit Restaurant im Stadtwald der Stadt Bad Schmiedeberg, 208 m ü. NHN

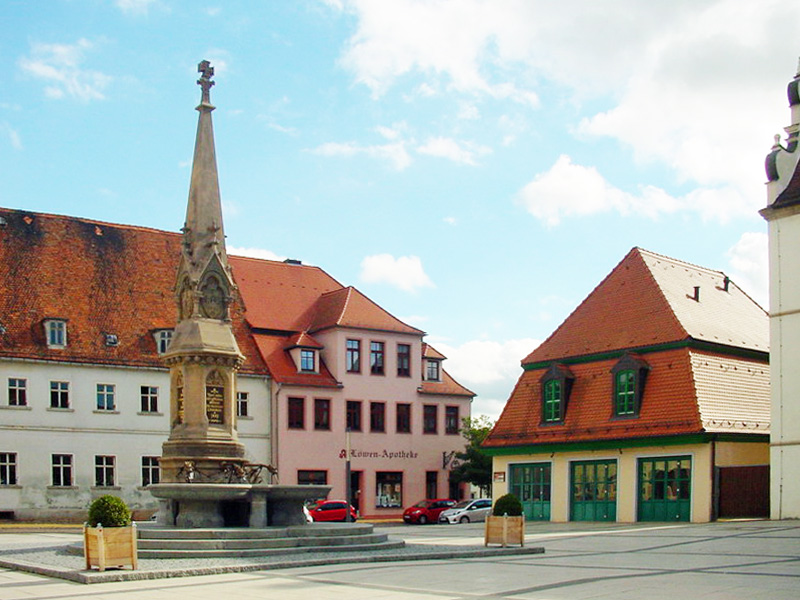
Marktplatz mit Denkmal für die Gefallenen des Krieges von 1870/71
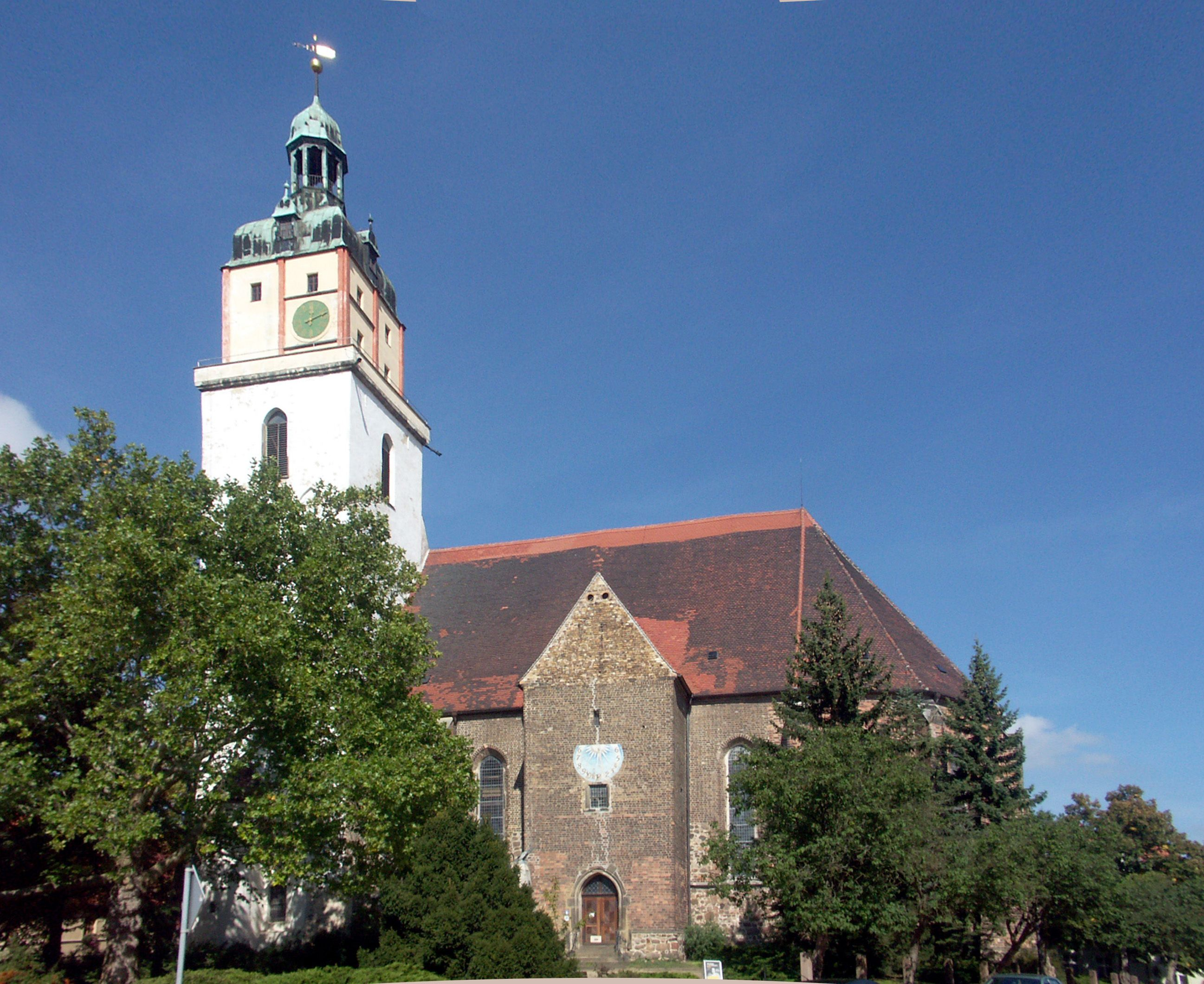
Nikolaikirche
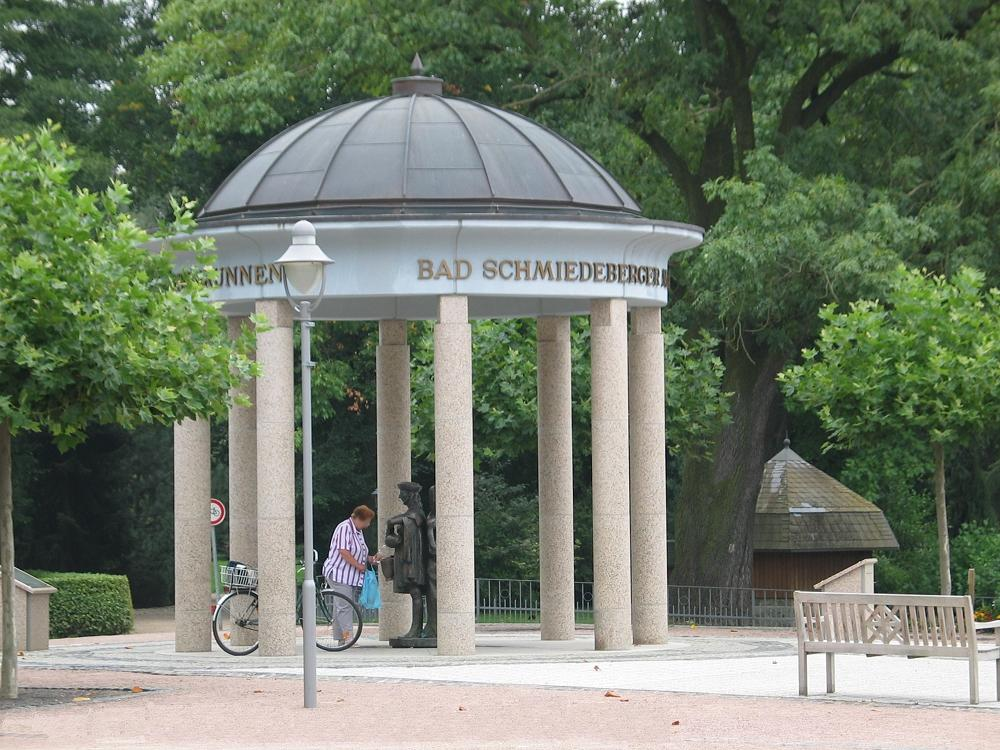
Heilbrunnen am Kurhaus
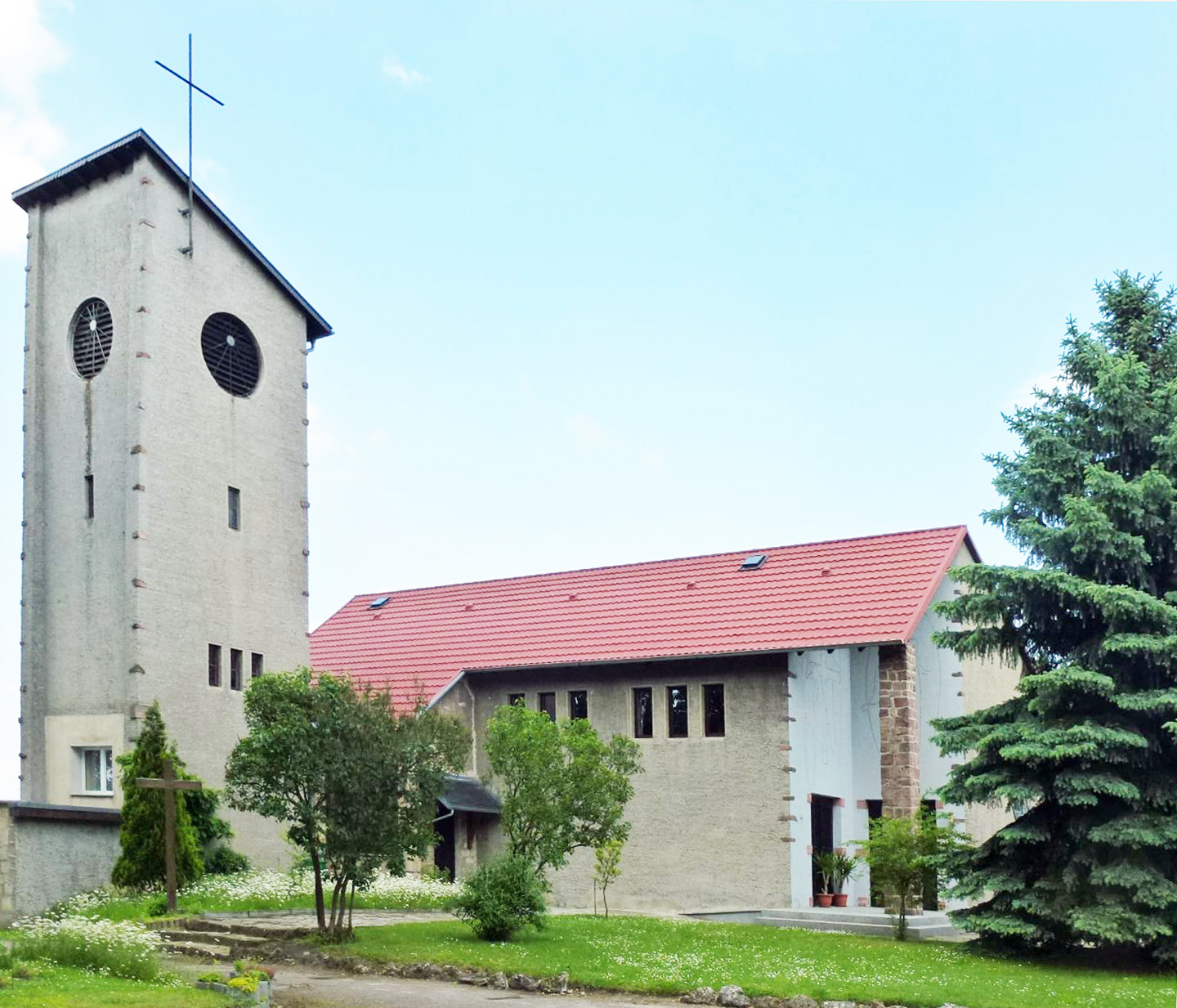
Katholische Kirche
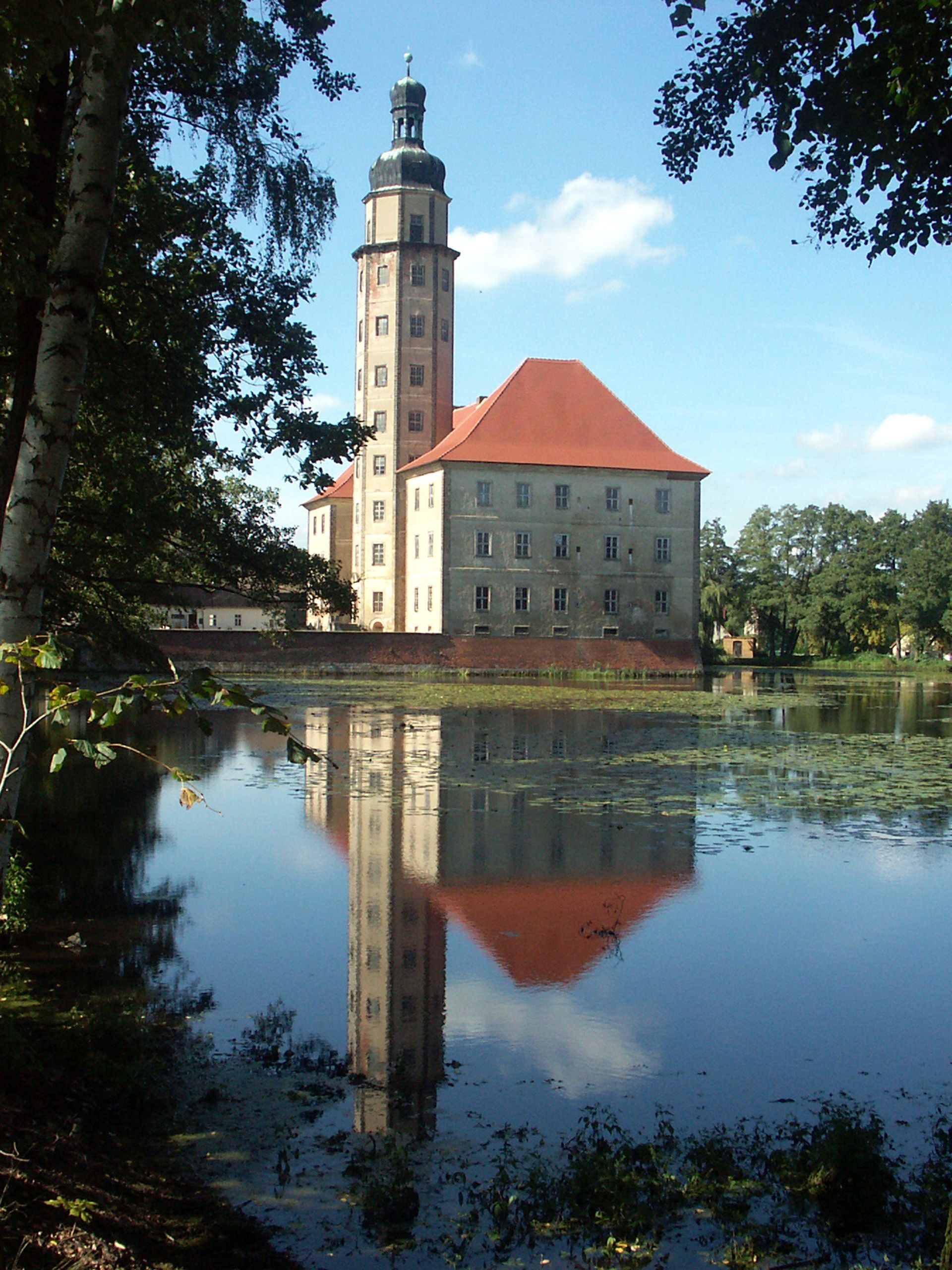
Wasserschloss Reinharz
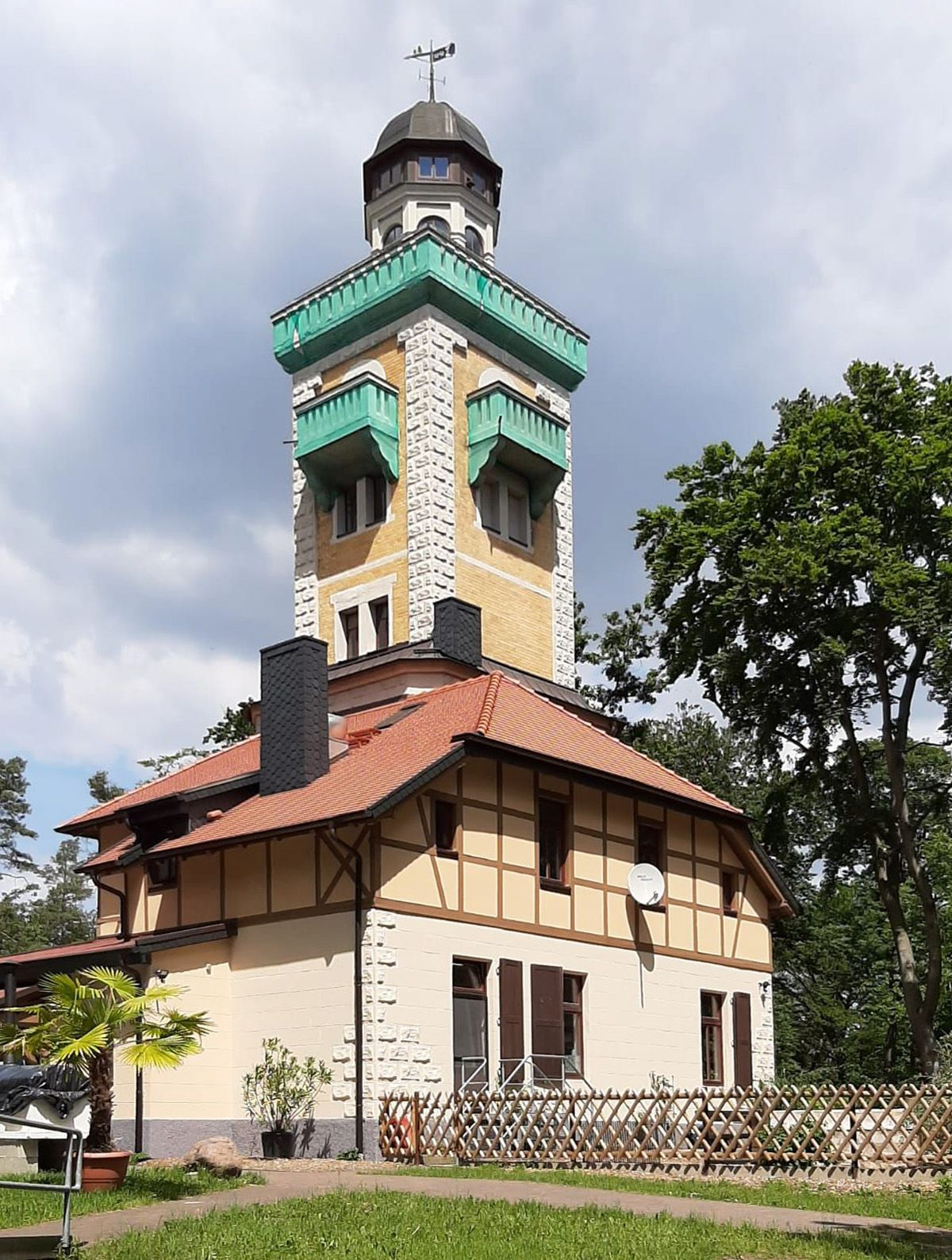
Kaiser-Wilhelm-Turm
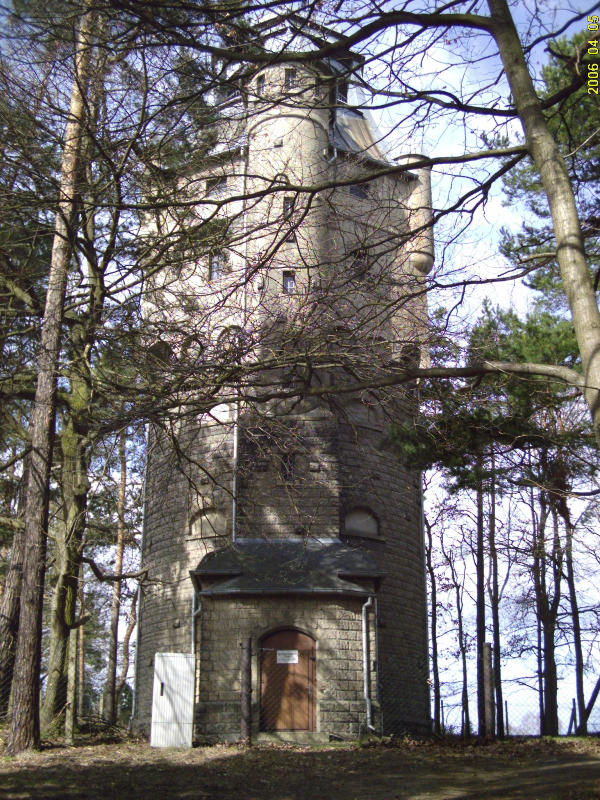
Wasserturm
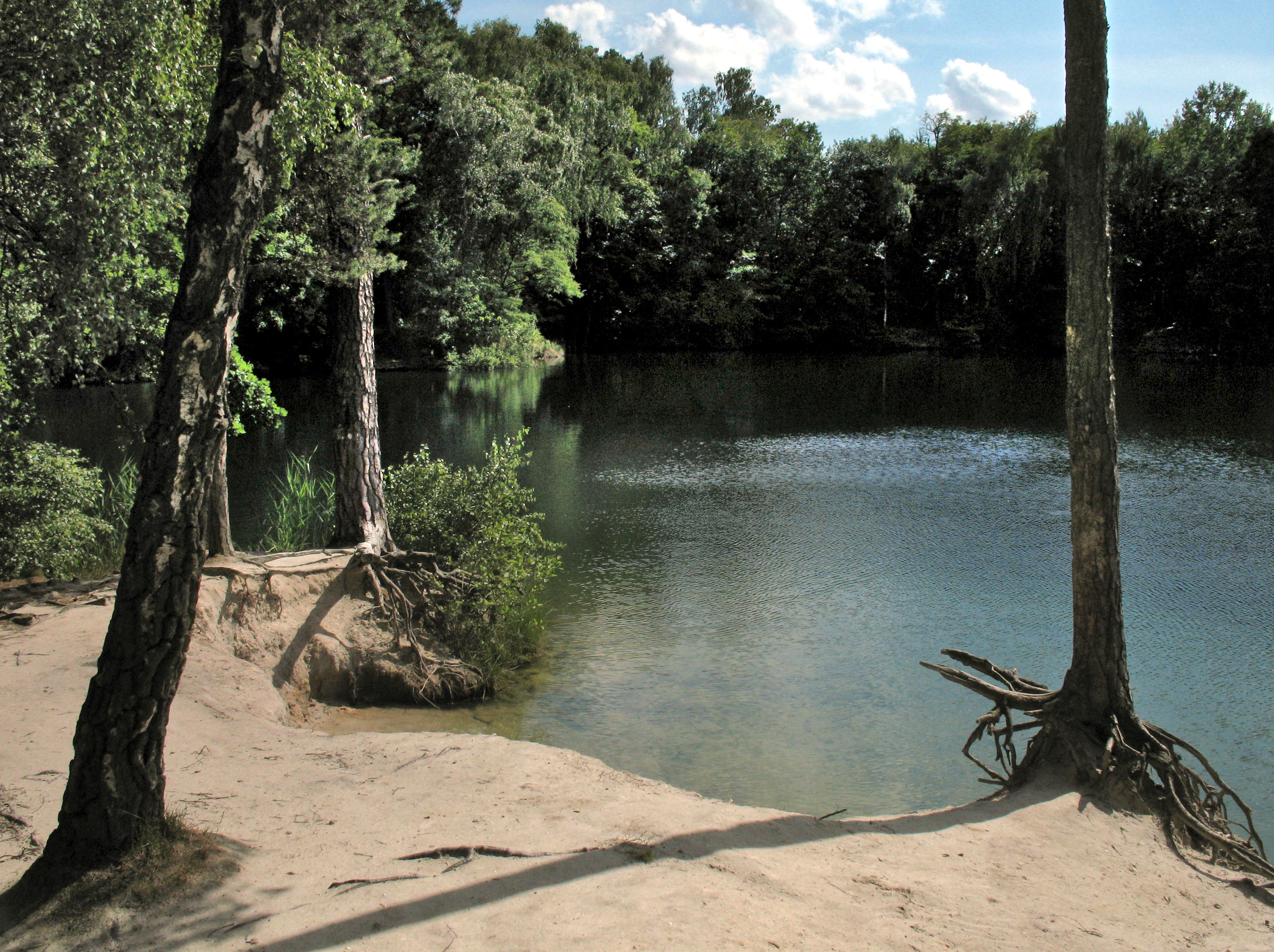
Badesee Blaues Auge

### Geschichtsdenkmale

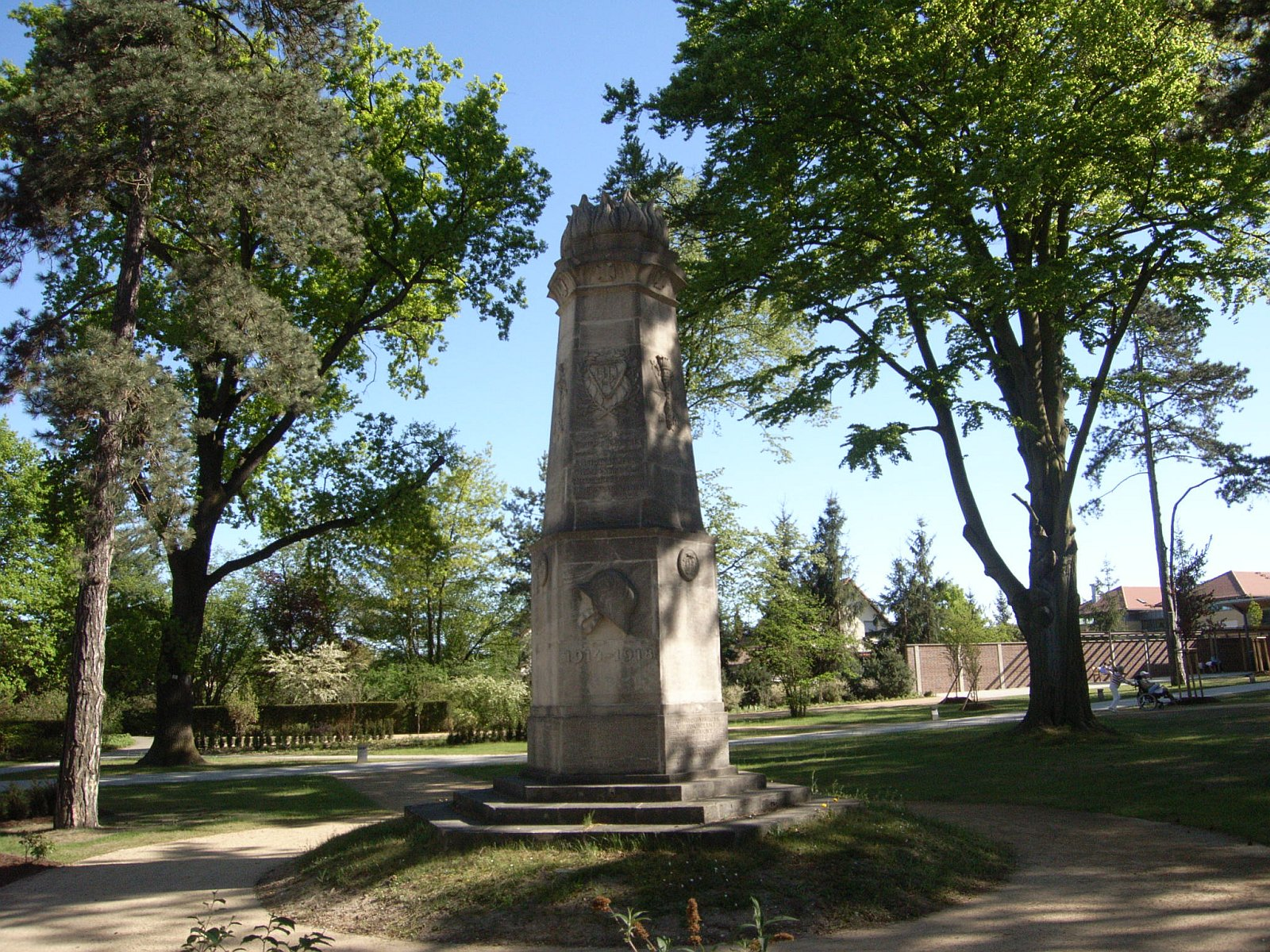
Bundesradfahrerdenkmal

- Bundesradfahrerdenkmal zu Ehren der gefallenen und vermissten Vereinsmitglieder und Sportler, gestiftet vom Bund Deutscher Radfahrer, am 17. Juni 1923 eingeweiht
- Mehrere Grabstätten auf dem Ortsfriedhof für einen namentlich bekannten niederländischen und einige unbekannte ausländische Zwangsarbeiter, die während des Zweiten Weltkrieges Opfer der Zwangsarbeit wurden
- Militär-Museum Bunker Kossa-Söllichau unweit von Bad Schmiedeberg

### Regelmäßige Veranstaltungen
- Schmiedeberger Margarethenfest zu Ehren der Kurfürstin Margaretha II. von Österreich[19]
- Bad Schmiedeberger Brunnenlauf
- Zwei Weihnachtsmärkte (Marktplatz / Kurpromenade)

## Wirtschaft und Infrastruktur

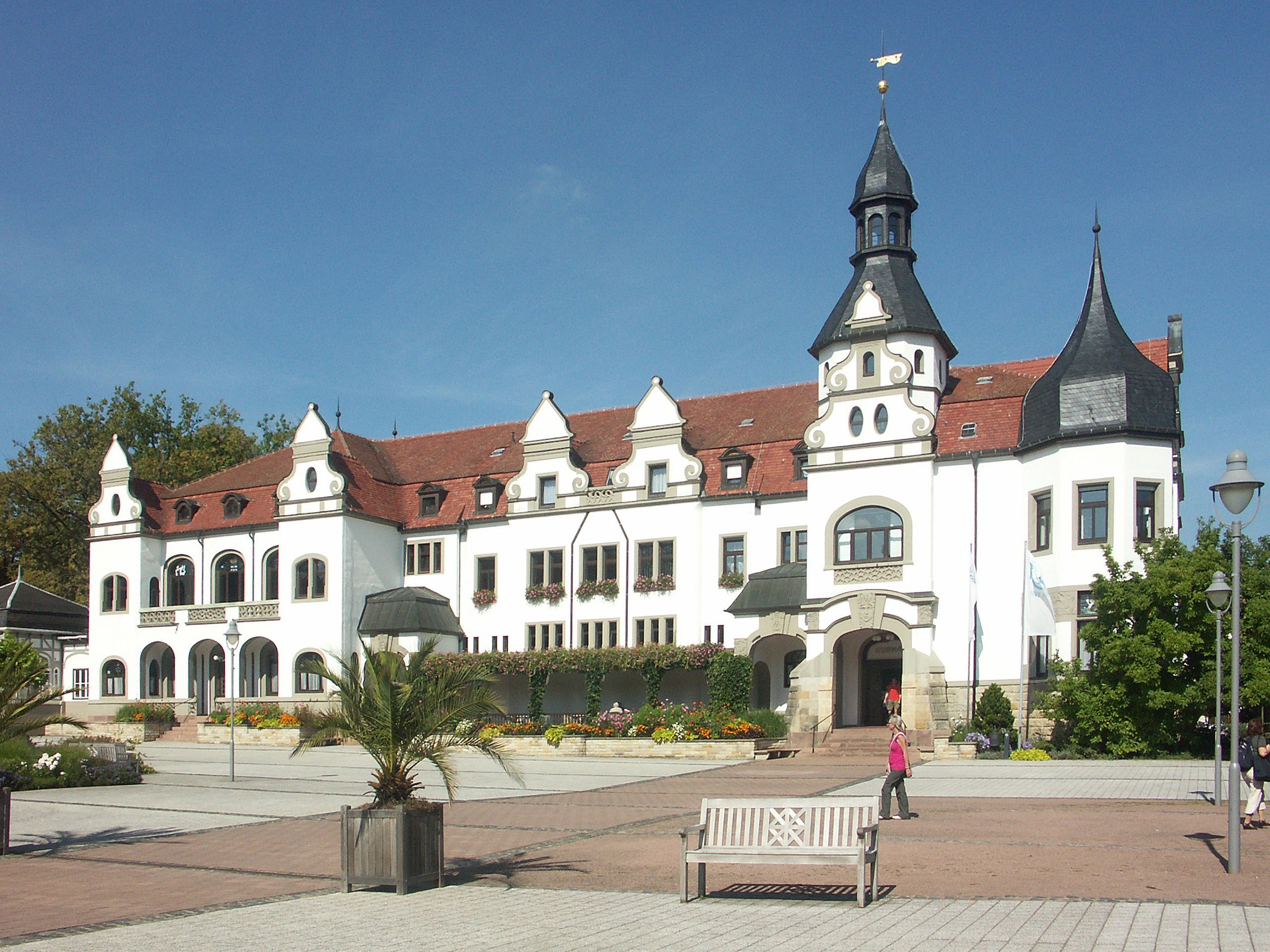
Jugendstil-Kurhaus

### Kurklinik
Die Rehabilitationsklinik ist auf die Indikationen Orthopädie und Gynäkologie ausgerichtet, sowohl stationär als auch ambulant.

### Freizeit- und Erlebnisbad
Das 1993 eröffnete und 2003 geschlossene Freizeit- und Erlebnisbad Basso, dessen Anlage teilweise noch bis 2009 genutzt wurde, galt neben der Kur als einstiges Aushängeschild der Stadt, besteht seit Insolvenz und enormen Schrottdiebstählen nur noch als Ruine an der Peripherie der Stadt.

### Verkehr

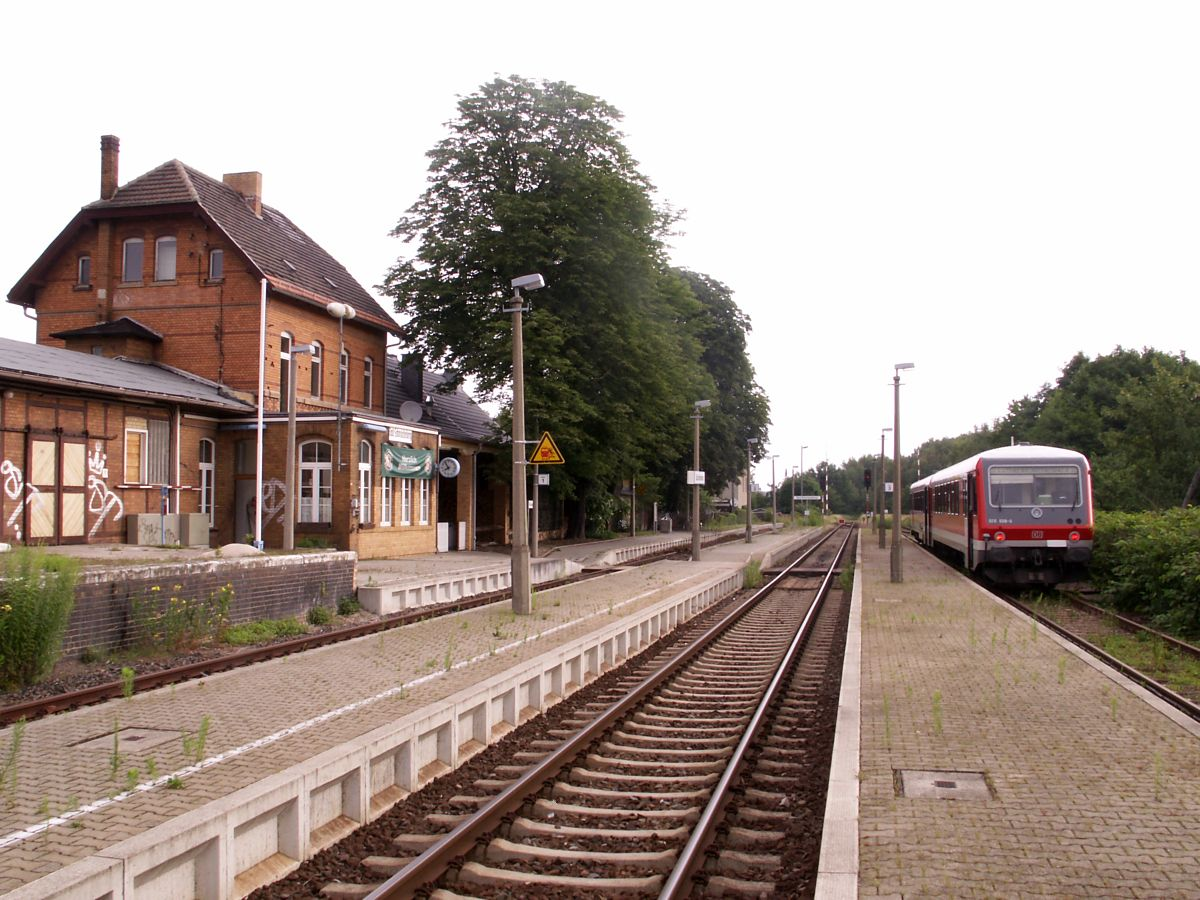
Bahnhof Bad Schmiedeberg (2007)
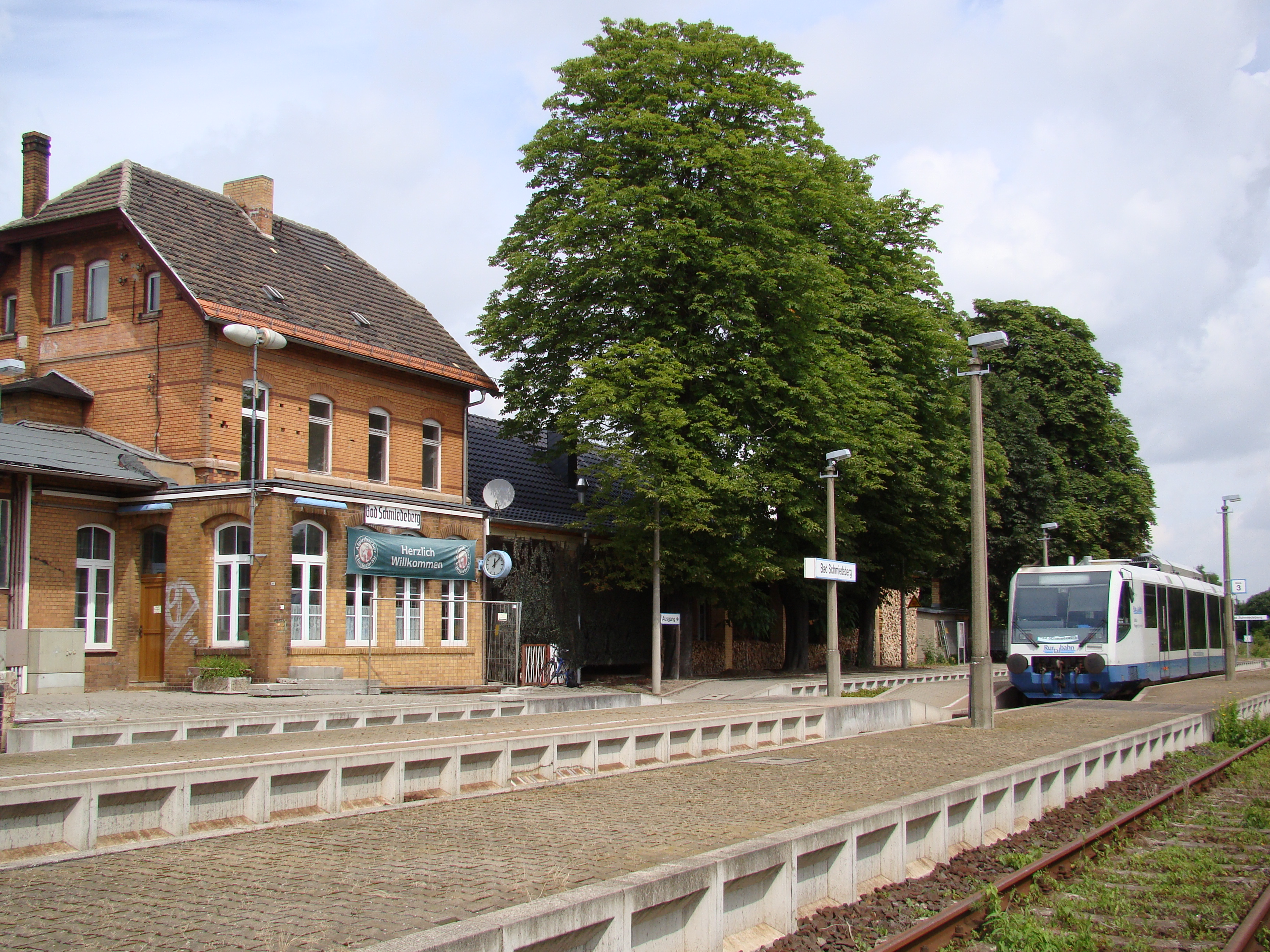
Bahnhof Bad Schmiedeberg (2009)
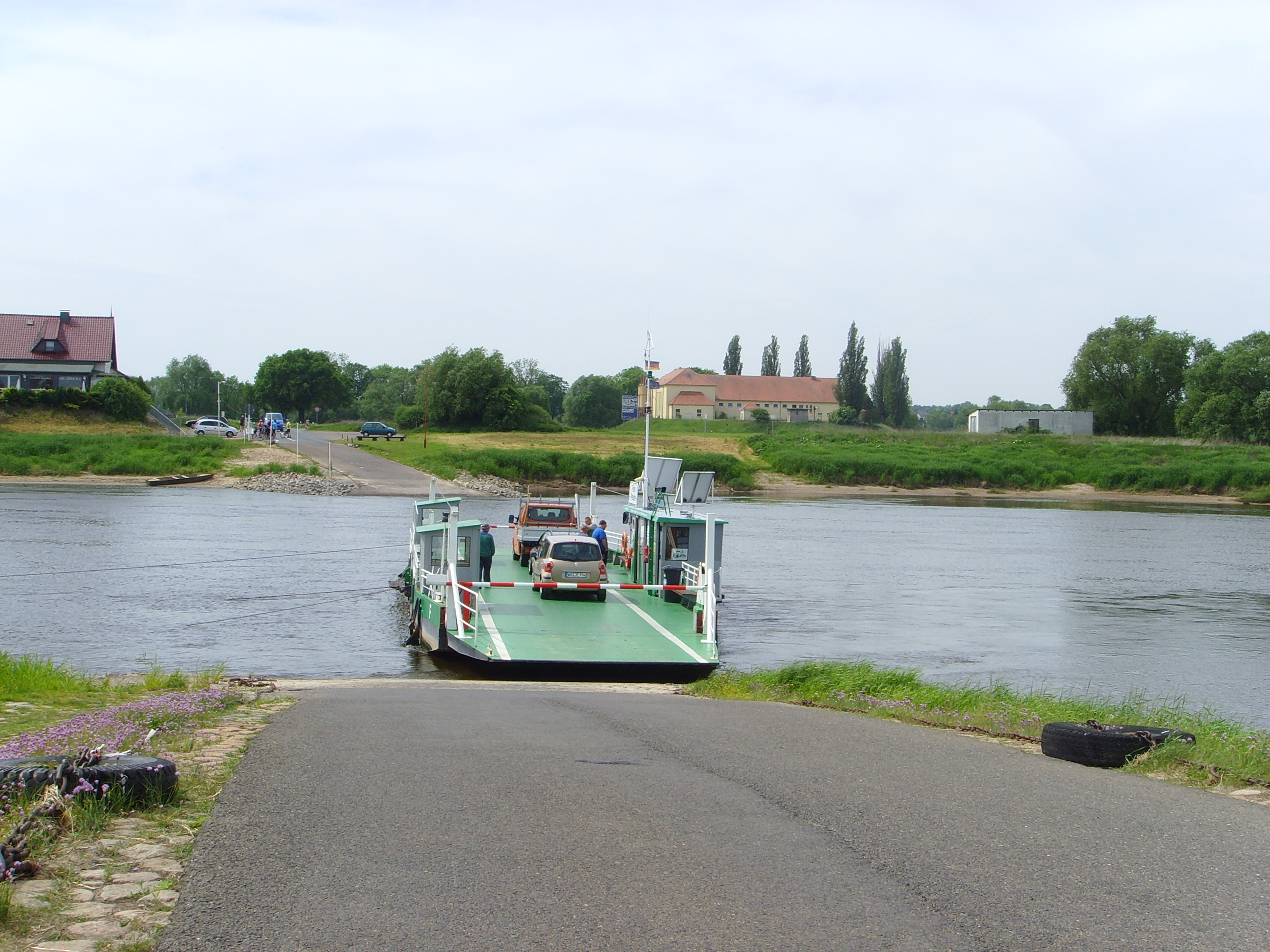
Elbfähre in Pretzsch

#### Eisenbahn
Der Schienenpersonennahverkehr auf der eingleisigen Bahnstrecke Pretzsch–Eilenburg ist mittlerweile eingestellt, neben dem Bahnhof Bad Schmiedeberg gab es drei weitere Haltepunkte im Stadtbereich.

#### Busverkehr
Der öffentliche Personennahverkehr besteht unter anderem durch den PlusBus, folgende Verbindung führt, betrieben von den Vetter Verkehrsbetriebe, ab Bad Schmiedeberg:
- Linie 306: Bad Schmiedeberg ↔ Kemberg ↔ Pratau ↔ Lutherstadt Wittenberg

#### Straßenverkehr
Bad Schmiedeberg liegt an der Landesstraße 128 von Pretzsch nach Bad Düben und an der Landesstraße 129 zwischen Kemberg und Greudnitz in Sachsen.

#### Fahrradverkehr
Außerdem liegt Bad Schmiedeberg am Elberadweg sowie am Radweg Berlin–Leipzig.

#### Schifffahrt
Die Elbfähre im Ortsteil Pretzsch verbindet die Stadt mit Mauken.